# 格奥尔基·沃罗诺伊
格奥尔基·費奧多西耶維奇·沃罗诺伊（俄语：Георгий Феодосьевич Вороной；1868年4月28日—1908年11月20日），俄国数学家。沃罗诺伊最知名的贡献是建立了沃罗诺伊图。

## 生平
沃罗诺伊生于俄罗斯帝国波尔塔瓦省皮里亞廷。1889年，进入圣彼得堡大学学习。1894年，成为华沙大学教授。1908年，因病逝世于家乡。